# Thanapat Kawila
Thanapat Kawila (tiếng Thái: ธนภัทร กาวิละ, phiên âm: Tha-na-pát Ca-vi-la, sinh ngày 20 tháng 04 năm 1993) còn có nghệ danh là Film (ฟิล์ม) là một diễn viên và ca sĩ người Thái Lan. Anh hiện là diễn viên trực thuộc công ty Exact & Scenario của Đài OneHD. Anh từng tham gia các bộ phim khi còn là vai phụ như Nhật ký kẻ trộm tình, Truyền thuyết ngũ độc cốc. Tuy nhiên, anh thực sự nổi tiếng qua vai diễn Wasin trong bộ phim Mia 2018  (tạm dịch: Kiêu hãnh và định kiến). Vai diễn chàng trai Wasin - một CEO tài năng được khán giả cực kỳ yêu thích, đây cũng là bộ phim có rating cao nhất năm của Đài. Thành công của Mia 2018 đã giúp cái tên Film Thanapat trở thành một trong những nam diễn viên được săn đón nhất showbiz xứ sở chùa vàng.

## Tiểu sử
Trước khi tham gia Showbiz, Film từng tốt nghiệp Cử nhân Quản trị kinh doanh tại trường Đại học Bangkok. Anh từng làm tiếp viên hàng không cho hãng Thai Lion Air.
Film nhanh chóng nhận được sự chú ý đông đảo từ phía khán giả khi theo dõi bộ phim Mia 2018, với sự góp mặt của hai diễn viên kì cựu Pong Nawat và Bee Namthip. Vào phim, Film đảm nhận vai anh chàng CEO trẻ tuổi và giàu có Wasin. Với hình tượng nhân vật được xây dựng đậm chất soái ca và hoàn hảo do Film thủ vai đã giúp cho chàng trai trẻ chiếm trọn tình cảm của người xem.

## Các bộ phim đã từng tham gia

### Phim truyền hình
| Năm  | Phim                                                                   | Vai                                                            | Đóng với                                                              | Đài   | Kênh chiếu tại Việt Nam |
| ---- | ---------------------------------------------------------------------- | -------------------------------------------------------------- | --------------------------------------------------------------------- | ----- | ----------------------- |
| 2015 | Jao Sao Kong Arnon                                                     | Terd                                                           |                                                                       | PPTV  |                         |
| 2016 | Rak Fun Thalob Hành trình chống ế                                      | Teh                                                            |                                                                       | OneHD |                         |
| 2016 | We Were Born in the 9th Reign Series                                   | ประชาชนที่มาร่วมจุดเทียนถวายความอาลัย                                |                                                                       | OneHD |                         |
| 2017 | Sanaeha Diary Series: Gub Dug Pitsawart Nhật ký kẻ trộm tình: Vay tình | Dr. Intad / "Inn"                                              | Anchasa Mongkhonsamai                                                 | OneHD | HTV2 - Vie Channel      |
| 2018 | Ruen Benjapit Truyền thuyết ngũ độc cốc                                | Petch                                                          | Nattaya Tongsen                                                       | OneHD |                         |
| 2018 | Mia 2018 Kiêu hãnh và định kiến / Làm vợ thời nay                      | Wasin Sinsriritechin                                           | Namthip Jongrachatawiboon                                             | OneHD | HTV2 - Vie Channel      |
| 2018 | Nakark Kaew Mặt nạ thủy tinh / Tráo mặt                                | Rathkerk "Rath" Paiboon                                        | Aniporn Chalermburanawong                                             | OneHD | HTV2 - Vie Channel      |
| 2019 | Aruna 2019 Cô vợ sắc sảo: Ngoại truyện                                 | Wasin Sinsriritechin                                           | Namthip Jongrachatawiboon                                             | OneHD |                         |
| 2019 | Poot Pitsawat Linh hồn tình yêu                                        | Maroot / "Root"                                                | Anchasa Mongkhonsamai                                                 | OneHD |                         |
| 2020 | Ruk Laek Pop Tình yêu hoán kiếp                                        | Piriya "Pete" Thanapitak (đời cháu) / Piang Thanapitak (cụ cố) | Wannarot Sonthichai, Anchasa Mongkhonsamai, Pantila Pansirithanachote | OneHD | SCTV6 - FIM360          |
| 2020 | Chan Cheu Bussaba Tôi là Busaba (remake Tên tôi là Kim Sam Soon)       | Saran Sithathong                                               | Namthip Jongrachatawiboon                                             | OneHD | TodayTV                 |
| 2021 | Payu Sai Bão cát                                                       | Nares Phusin (Res)                                             | Esther Supreeleela                                                    | OneHD | VTV2 / SCTV6 - FIM360   |
| 2022 | Fah Pieng Din Đất trời sánh đôi                                        | Tewarat Sarayutthaphichai                                      | Kannarn Wongkajornklai                                                | OneHD | SCTV6 - FIM360          |
| 2022 | Khun Chai To sir with love Mộng hồ điệp                                | Tian                                                           | Rachata Hampanont                                                     | OneHD | TodayTV                 |
| 2023 | Jan Glahng Jai Sợi dây chuyền định mệnh (ver. Thái)                    | Night                                                          | Anchasa Mongkhonsamai                                                 | OneHD | SCTV6 - FIM360          |
| 2023 | Laws Of Attraction Luật hấp dẫn                                        | Charn                                                          | Rachata Hampanont                                                     | OneHD |                         |
| 2024 | Wiman Sithong Trò chơi tàn khốc                                        | Phummaret                                                      | Diana Flipo                                                           | OneHD | SCTV6 - FIM360          |
| 2024 | Game Rak Patihan Canh bạc ái tình                                      | Theethat                                                       | Min Pechaya Wattanamontri                                             | OneHD | SCTV6 - FIM360          |
| 2024 | Thao Sri Sudachan Nàng Ayodhaya                                        | Wamon / Worawongsathirat                                       | Davika Hoorne                                                         | OneHD |                         |

### TVC
| Năm  | Thương hiệu                     | Đóng với     |
| ---- | ------------------------------- | ------------ |
| 2016 | Calpis Lacto (โมโนวีล ดูโอ้)       | Mario Maurer |
| 2018 | Samsung Galaxy Note 9           |              |
| 2018 | Cathy Doll Speed White CC Cream |              |
| 2018 | Swensen's (บิงซูเฟสติวัล)           |              |
| 2018 | Teapot (ทีพอทรสช็อกโกแลต)         |              |
| 2018 | Taro                            |              |
| 2018 | Ichitan Happy Tea               |              |
| 2018 | Rojukiss Acne Spotless Serum    |              |
| 2018 | Office Mate                     |              |

### Xuất hiện MV
| Năm  | Ca khúc                                                           | Ca sỹ                       |
| ---- | ----------------------------------------------------------------- | --------------------------- |
| 2018 | ไม่มีวันปล่อยมือ (Nakark Kaew Ost)                                     | Arunpong Chaiwinit          |
| 2022 | True Love (รักแท้) chinese version (Khunchai Ost)                   | Nunew feat Film Thanapat    |
| 2023 | สงสัยโลกอยากให้เรารักกัน (Phải chăng thế giới muốn chúng ta yêu nhau) | Film Thanapat - Jam Rachata |

### Ca khúc
| Năm  | Ca khúc                                                           | Với                         |
| ---- | ----------------------------------------------------------------- | --------------------------- |
| 2019 | GRAVITY Khon Diao - คนเดียว                                        | AP1WAT                      |
| 2020 | Chana Bpai Laeo / ชนะไปแล้ว (OST Chun Cheu Bussaba)                |                             |
| 2023 | สงสัยโลกอยากให้เรารักกัน (Phải chăng thế giới muốn chúng ta yêu nhau) | Film Thanapat - Jam Rachata |

## Giải thưởng - Đề cử

### Giải thưởng
| Năm  | Giải thưởng                     | Hạng mục                                                | Vai diễn - phim                   | Nguồn tham khảo |
| ---- | ------------------------------- | ------------------------------------------------------- | --------------------------------- | --------------- |
| 2019 | KAZZ Awards lần thứ 13          | Bang Boy Of The Year (Tạm dịch: Chàng trai trẻ của năm) |                                   |                 |
| 2023 | Kom Chad Luek Awards lần thứ 19 | Nam diễn viên chính xuất sắc nhất                       | Tian - Khunchai/To Sir, With Love |                 |
| 2023 | KAZZ Awards năm 2023            | Boys of The Year (tạm dịch: Nhân vật nổi tiếng của năm) | Tian - Khunchai/To Sir, With Love |                 |

## Thời trang - kinh doanh
Là một chàng diễn viên đa năng, ngoài tài năng diễn xuất và ca hát, Film còn rất đam mê với lĩnh vực kinh doanh và thời trang. Năm 2020, anh sáng lập nên thương hiệu thời trang của riêng mình mang tên Addict. Với phong cách thoải mái, phóng khoáng, thương hiệu Addict đã được đông đảo bạn trẻ đón nhận và yêu thích.

## Fanmeeting - Fancon
| Năm     | Chủ đề                          | Thể loại                   |
| ------- | ------------------------------- | -------------------------- |
| 12/2022 | Film for fan                    | Fanmeeting solo            |
| 03/2023 | In the mood for love            | cùng Jam Rachata           |
| 06/2023 | JamFilm 1st fanmeeting in Macau | cùng Jam Rachata tại Macau |